# رمز سکوت (مجموعه تلویزیونی)
رمز سکوت یک مجموعه تلویزیونی درام جنایی بریتانیایی محصول سال ۲۰۲۵ برای شبکه آی‌تی‌وی ایکس ITVX با بازی رز ایلینگ-الیس ، اندرو بوچان و شارلوت ریچی است که درباره یک شهروند ناشنوا است که داوطلبانه به پلیس در مهارت‌های لب‌خوانی کمک می‌کند.

## داستان
داستان این مجموعه در شهر کانتربری اتفاق می‌افتد، یک کارگر ناشنوا از سلف سرویس پلیس به عنوان یار کمکی اضطراری لب خوانی برای یک تحقیق فراخوانده می‌شود.